# هانریوت اچ‌دی.۲
هانریوت اچ‌دی. ۲ (به انگلیسی: Hanriot_HD.2) یک هواگرد ملخ‌پیشین تک‌موتوره از نوع جنگنده آب‌نشین ساخت شرکت Hanriot است. هواگرد هانریوت اچ‌دی. ۲ نخستین پروازش را در ۱۹۱۷ میلادی انجام داد.